# Regiones (Almería)
Regiones o Regiones Devastadas es un barrio de la ciudad española de Almería (Andalucía). El barrio fue fundado en 1944 por el Servicio Nacional de Regiones Devastadas y Reparaciones (SNRDR). Su delimitación geográfica comprende desde la carretera de Ronda hasta la avenida del Mediterráneo, y desde la Carretera de Níjar - Los Molinos hasta la carrera del Perú. Como edificios principales tiene la Iglesia de San Isidro Labrador, donde tiene la sede canónica la Hermandad de la Estrella, la plaza del Mercado, la nueva Comisaría de la Policía Local, el Hospital de la Cruz Roja. Fue escenario de varias películas, durante la época dorada del cine en Almería. Tiene una asociación de vecinos (San Isidro y San Gabriel). En un principio, las edificaciones originales tenían diseños influenciados por el norte de África tales como un mercado de barrio claramente inspirado en un zoco o calles que empiezan y acaban con un arco. Pero debido al desarrollismo de los años 60 se perdieron casi todas las edificaciones quedando algún resto. De las 800 viviendas unifamiliares proyectadas, solamente se construyeron 317, distribuidas en 18 manzanas.

## Lugares de interés

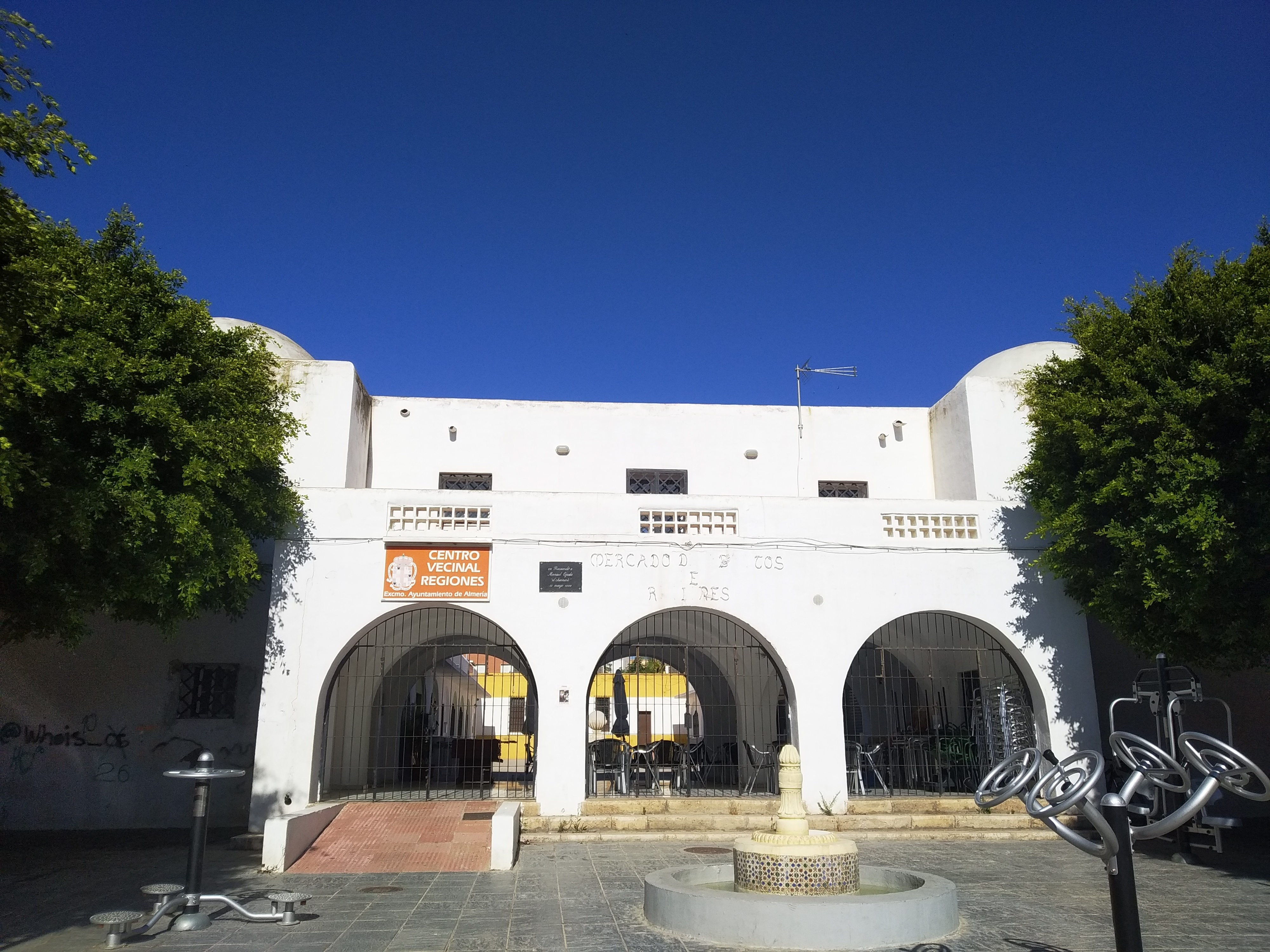
Mercado de Regiones

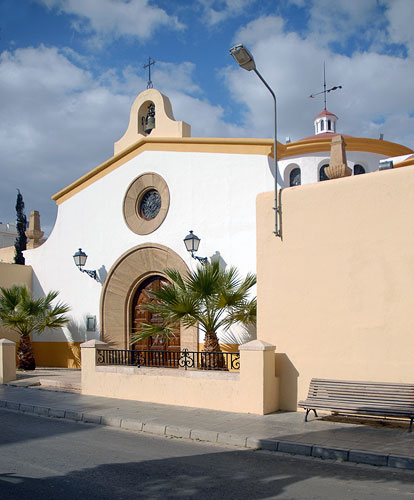
Iglesia de San Isidro.

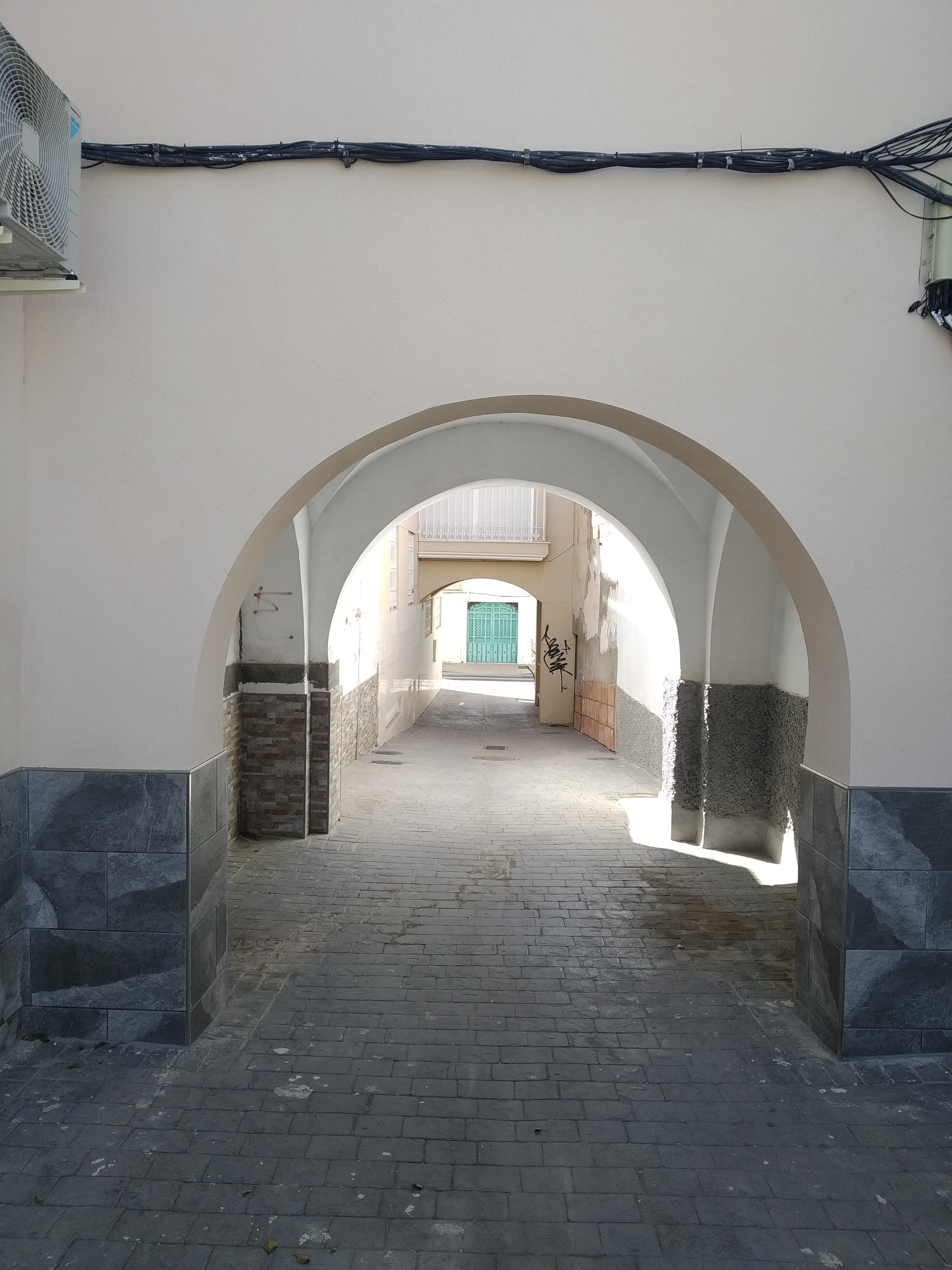
Uno de los arcos que aún quedan en Regiones

- Iglesia de San Isidro: data del año 1947.
- Mercado de abastos: proyectado como el centro neurálgico del barrio, está formado por un gran patio central, con arquería a dos lados donde se situaban los locales de venta. Actualmente, ha perdido su función comercial y los antiguos locales han sido ocupados por diferentes asociaciones.[5]
- Ermita de la Luz: un antiguo transformador eléctrico de 1940 que después de ser abandonado en los años 80 se transformó en una original ermita en honor a la Virgen de la Luz. Endesa es la propietaria de la misma y se encarga de su cuidado y mantenimiento.[6]
- Parque de tráfico: es un pequeño parque donde muchos de los colegios de alrededor llevan de excursión a sus alumnos.

## Transporte urbano
El barrio está comunicado mediante el transporte urbano con el centro y otros puntos de la ciudad. Por él discurren la línea 2 que comunican el Hospital Torrecárdenas y el centro y la línea 20, que conecta la ciudad con el Hospital del Toyo.
|                                                                                      | Surbus Ir a la base de datos | Surbus Ir a la base de datos | Surbus Ir a la base de datos | Surbus Ir a la base de datos | Surbus Ir a la base de datos |
| Línea                                                                                | Trayecto                     | Horario 1 Laborables         | Horario 2 Sábados            | Horario 3 Festivos           | Frecuencia 1/2/3             |
| ------------------------------------------------------------------------------------ | ---------------------------- | ---------------------------- | ---------------------------- | ---------------------------- | ---------------------------- |
|                                                                                      | Centro-Torrecárdenas         | 6:35 a 22:40                 | 6:35 a 22:45                 | 6:35 a 22:45                 | 15´/25´/ 30´                 |
|                                                                                      | Centro-Hospital de El Toyo   | 6:25 a 22:10                 | 6:35 a 22:30                 | 6:35 a 22:45                 | 50´/90´/ 90´                 |
| - La frecuencia y el horario se refire a: Laborables / Sábados / Domingos y festivos |                              |                              |                              |                              |                              |

Una de sus principales vías, la Carrera del Perú, que la bordea por el Sur, era originalmente conocida como Carrera del Peru, sin acento en la última sílaba, ya que consistía en el camino que conducía hacia el Cortijo del Perú.

## Como escenario de cine
Las calles del barrio de Regiones fueron el decorado de algunas escenas del film Orgullo de estirpe, de 1971 y protagonizada por Omar Sharif, ambientando un pueblo afgano. También se rodó parte de la película italiana Bianco, rosso e..., protagonizada por Sofía Loren en 1972.

## Semana Santa
El Domingo de Ramos procesiona la Hermandad de la Estrella, fundada en 1991. Está formada por dos pasos, El Señor de las Penas y la Virgen. Los nazarenos llevan capirote azul y túnica y capa blancas. El paso del Señor va acompañado además por soldados romanos. En el 2018, uno de ellos procesionó a caballo.

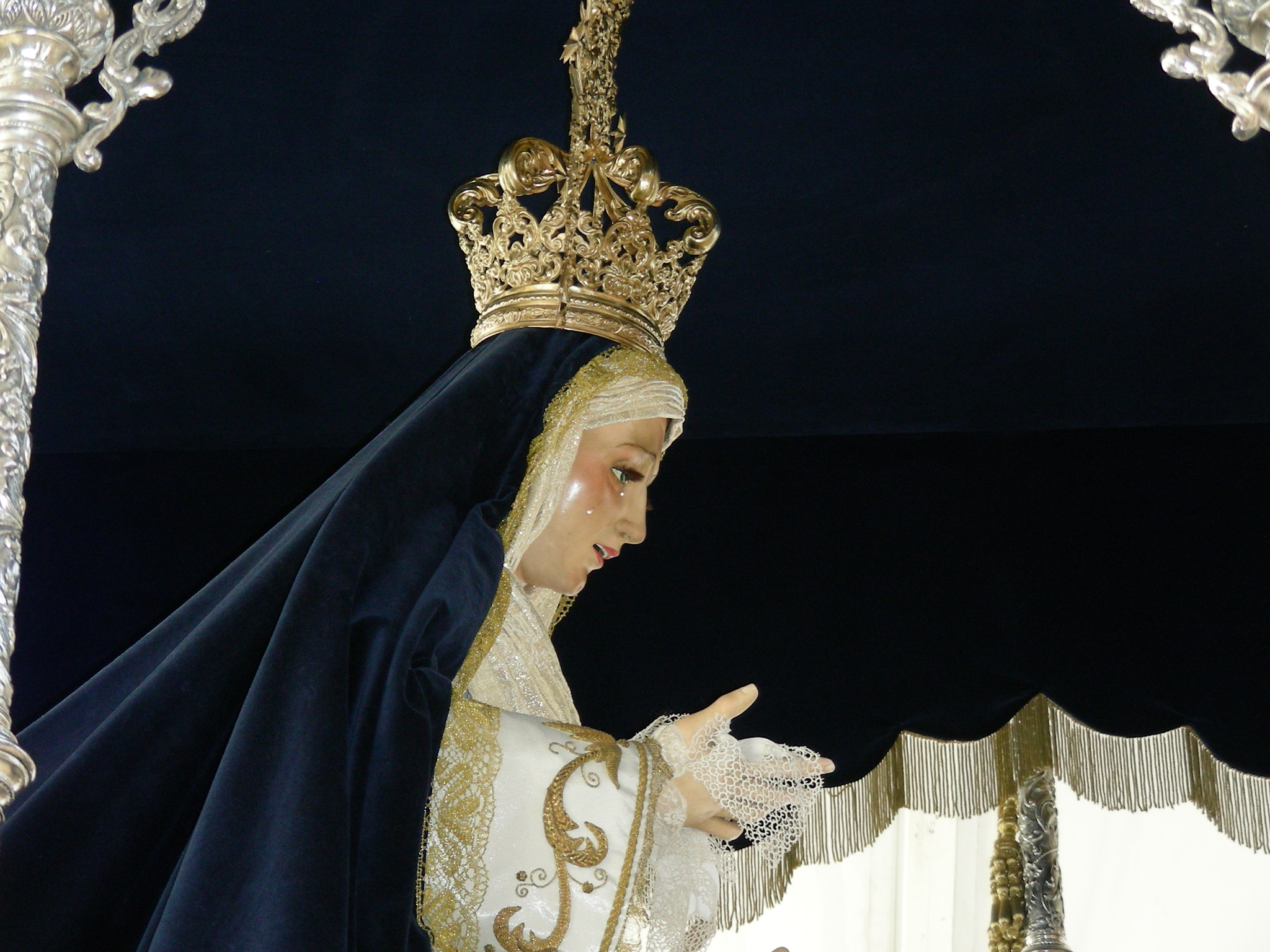
Procesión de la Estrella